# Khu dự trữ sinh quyển thế giới

Số khu dự trữ sinh quyển thế giới tại các nước

Khu dự trữ sinh quyển thế giới là một danh hiệu do UNESCO trao tặng cho các khu bảo tồn thiên nhiên có hệ động thực vật độc đáo, phong phú đa dạng. Theo định nghĩa của UNESCO, Khu dự trữ sinh quyển thế giới là những khu vực hệ sinh thái bờ biển hoặc trên cạn giúp thúc đẩy các giải pháp điều hòa việc bảo tồn sự đa dạng sinh học với việc phát triển bền vững khu vực đó có giá trị nổi bật, được quốc tế công nhận..

## Mạng lưới
Mạng lưới của các khu DTSQ thế giới được hình thành vào năm 1976 và đến 2010 đã có 504 khu dự trữ sinh quyển thuộc 102 quốc gia và vùng lãnh thổ. Các nước có nhiều khu DTSQ nhất là Hoa kỳ (47), Nga (37), Tây Ban Nha (33) và Trung Quốc (26).
Khi trở thành khu dự trữ sinh quyển thế giới, các nước phải tuân thủ các hiệp ước, công ước và các cam kết quốc tế mà Chính phủ đã ký.

## Các tiêu chí
7 tiêu chí để trở thành khu dự trữ sinh quyển thế giới (Theo quy định của Điều 4, Khung Pháp lý của Mạng lưới toàn cầu các Khu DTSQ thế giới được thông qua tại Đại hội đồng UNESCO năm 1995) là:
1. Khu vực đề cử có đại diện đa dạng các hệ sinh thái của những khu vực địa lý sinh vật chính, bao gồm cả những khu vực phát triển có các mức độ tác động khác nhau (gradiation) của con người.
2. Khu vực đề cử có giá trị bảo tồn đa dạng sinh học cao.
3. Khu dự trữ sinh quyển đó có thể thực hiện phát triển theo hướng bền vững ở cấp độ vùng.
4. Khu dự trữ sinh quyển có diện tích thích hợp để đáp ứng được ba chức năng của khu dự trữ sinh quyển.
5. Khu vực đó có đủ những phân vùng thích hợp để thực hiện 3 chức năng của khu dự trữ sinh quyển thông qua: (a) vùng lõi có diện tích đủ lớn, được thiết lập bởi pháp luật, hoặc một vùng được dành riêng cho việc bảo tồn lâu dài; (b) vùng đệm được xác định rõ ràng, bao quanh hoặc kết nối với (các) vùng lõi, nơi dành cho các hoạt động hài hòa với bảo tồn; (c) vùng chuyển tiếp dành cho việc khuyến khích và tạo ra các hoạt động quản lý và sử dụng tài nguyên bền vững.
6. Có bố trí các cơ cấu quản lý để huy động sự tham gia của nhiều bên liên quan, giữa chính quyền địa phương, cộng đồng dân cư và khối tư nhân để thiết kế và thực hiện các chức năng của khu dự trữ sinh quyển.
7. Cơ chế thực hiện việc quản lý và bảo tồn được UNESCO chấp nhận, bao gồm: (a) các cơ chế quản lý các hoạt động và khai thác của con người tại vùng đệm; (b) có một chính sách hoặc kế hoạch quản lý cho toàn khu dự trữ sinh quyển; (c) có một cơ chế hoặc đội ngũ quản lý được thành lập để thực hiện chính sách hoặc kế hoạch đó; (d) có các chương trình nghiên cứu, quan trắc, giáo dục và đào tạo.

## Thành phần
Khu dự trữ sinh quyển được tổ chức thành 3 vùng:
- Vùng lõi: nhằm bảo tồn lâu dài đa dạng loài, các cảnh quan, hệ sinh thái.
- Vùng đệm: nằm bao quanh hoặc tiếp giáp vùng lõi. Ở đây, có thể tiến hành các hoạt động kinh tế, nghiên cứu, giáo dục và giải trí nhưng không ảnh hưởng đến vùng lõi.
- Vùng chuyển tiếp: nằm ở ngoài cùng. Tại đây, các hoạt động kinh tế vẫn duy trì bình thường trên cơ sở phát triển bền vững nguồn lợi tài nguyên thiên nhiên mà khu dự trữ sinh quyển đem lại.

## Đặc trưng
Khu dự trữ sinh quyển thế giới có những nét giống và khác với một vườn quốc gia và khu bảo tồn thiên nhiên như sau:
- Vườn quốc gia hay khu bảo tồn thiên nhiên chỉ là một phần trong một khu dự trữ sinh quyển. Mỗi khu dự trữ sinh quyển có thể có nhiều vùng lõi là các vườn quốc gia hay khu bảo tồn thiên nhiên,
- Vườn quốc gia hay khu bảo tồn thiên nhiên chỉ thực hiện một trong ba chức năng của một khu dự trữ sinh quyển, đó là chức năng bảo tồn. Trong khi khu dự trữ sinh quyển, ngoài chức năng bảo tồn thiên nhiên còn thực hiện chức năng phát triển (kinh tế, văn hóa, du lịch sinh thái...) và chức năng hỗ trợ nghiên cứu khoa học, giáo dục...
- Khu dự trữ sinh quyển còn là một cách tiếp cận bảo tồn và phát triển bền vững tương đối mới (ra đời từ năm 1971) so với cách tiếp cận tập trung vào mục tiêu bảo tồn đa dạng sinh học của các vườn quốc gia hay khu bảo tồn thiên nhiên - vốn xuất phát từ khái niệm khu bảo vệ, vốn đã có lịch sử hình thành và tiến hóa qua nhiều thế kỷ.
- Các khu dự trữ sinh quyển thế giới được điều phối bởi Ủy ban MAB của UNESCO trong khi các khu bảo vệ (PA) được điều phối bởi IUCN.[4]

## Hình ảnh

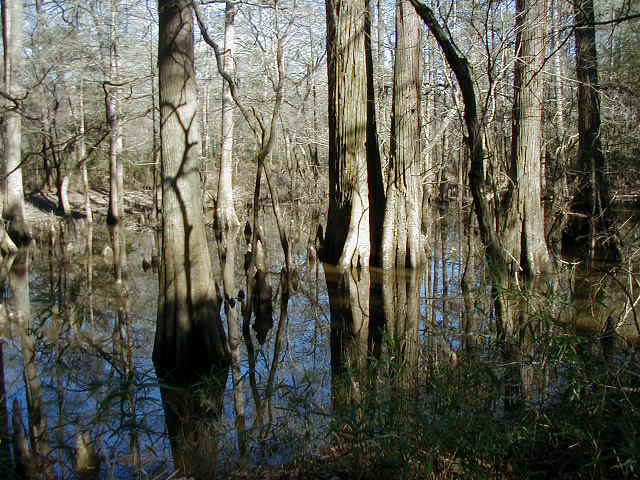
Bụi cây lớn sông San Jacinto
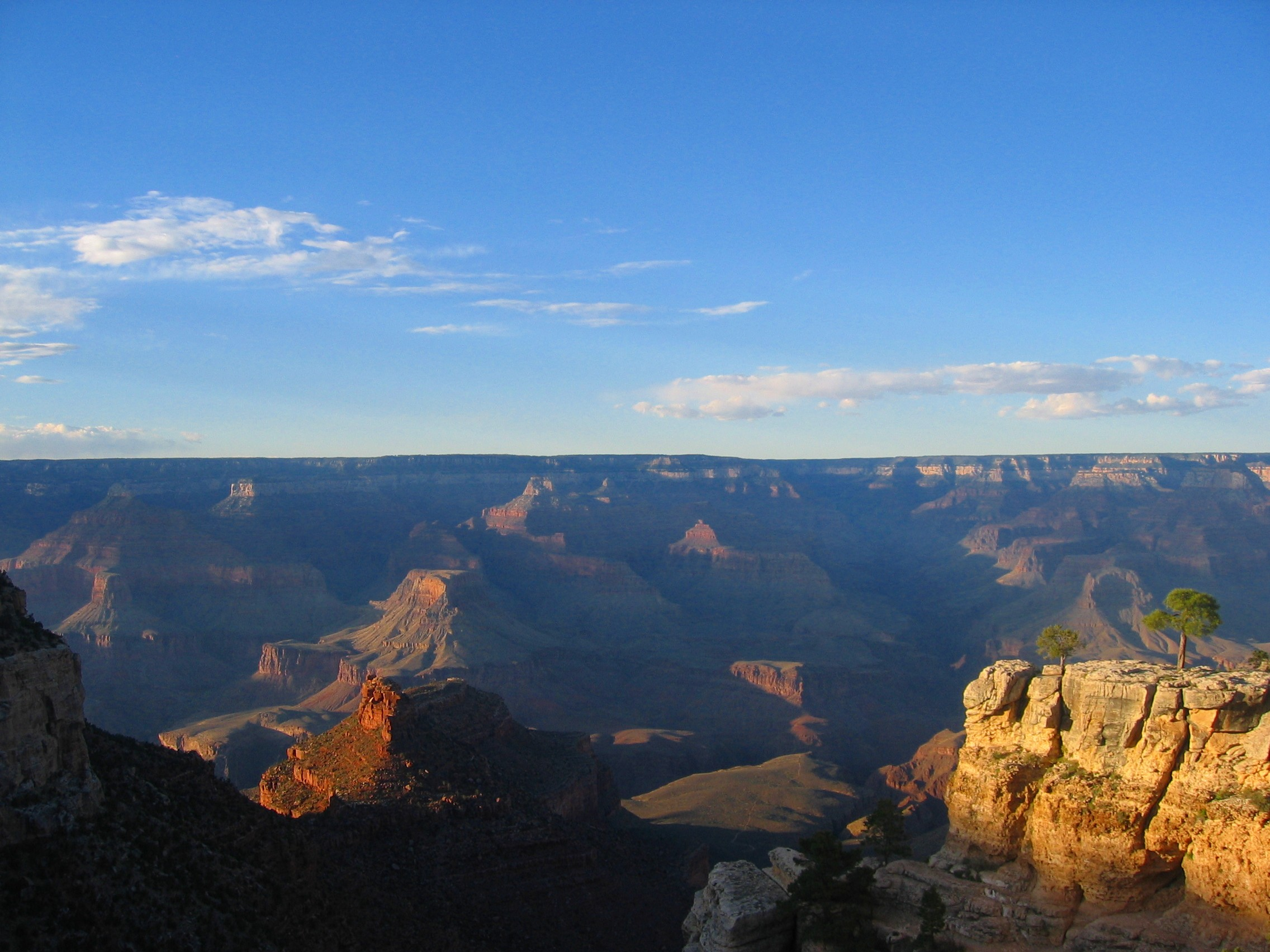
Thung lũng Grand Canyon, Mỹ.
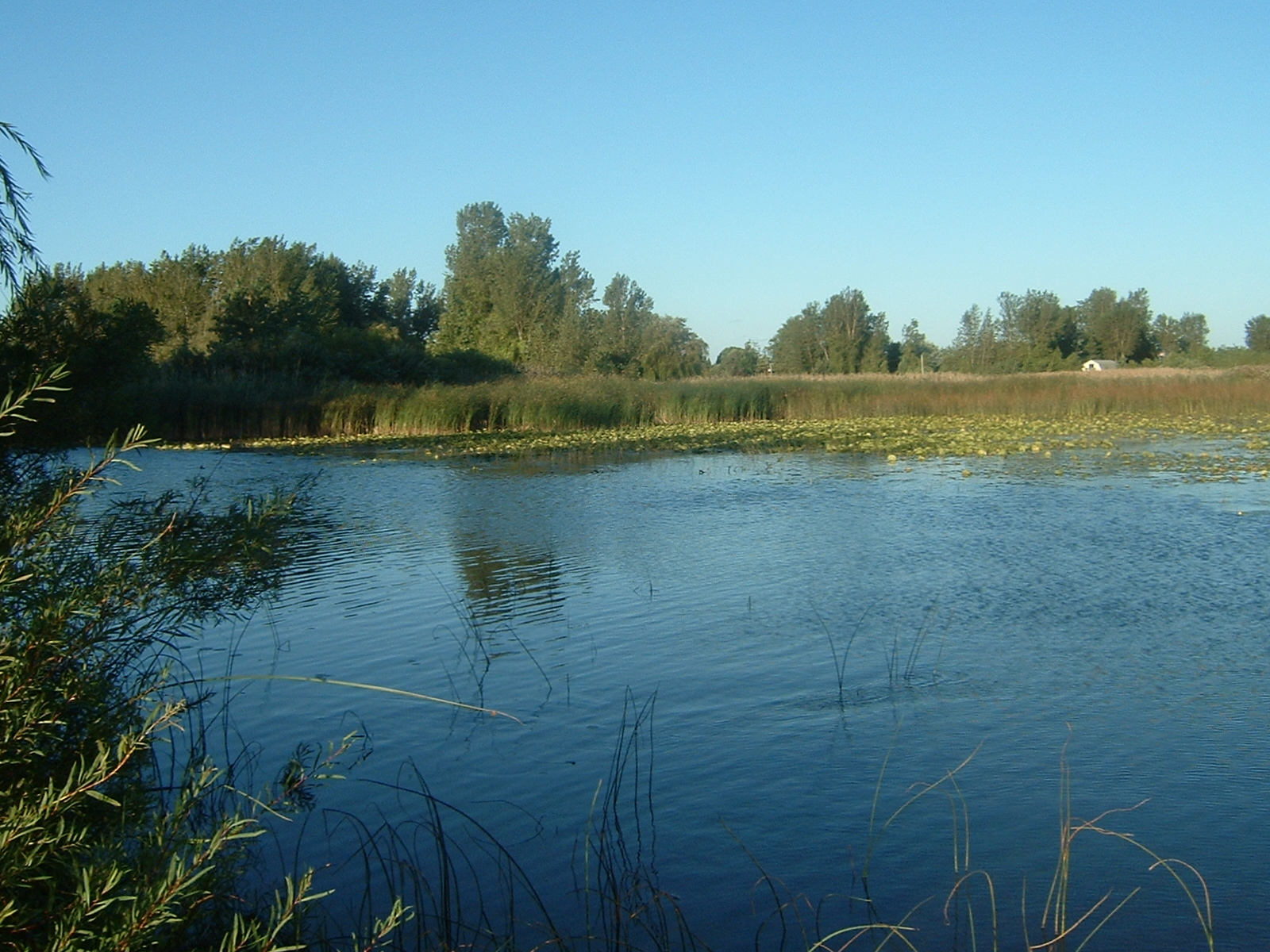
Long Point Peninsula, Canada
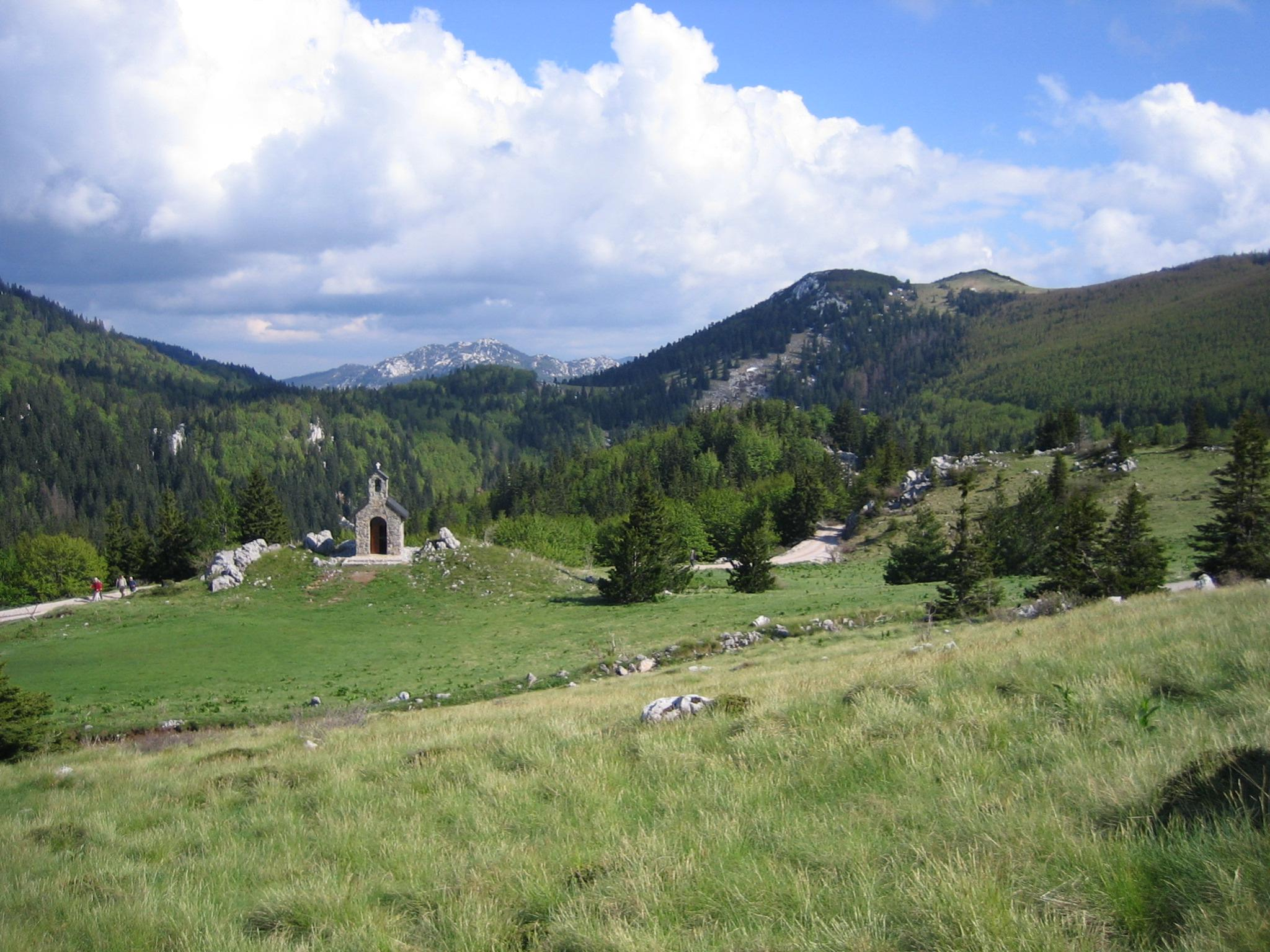
công viên quốc gia Bắc Velebit
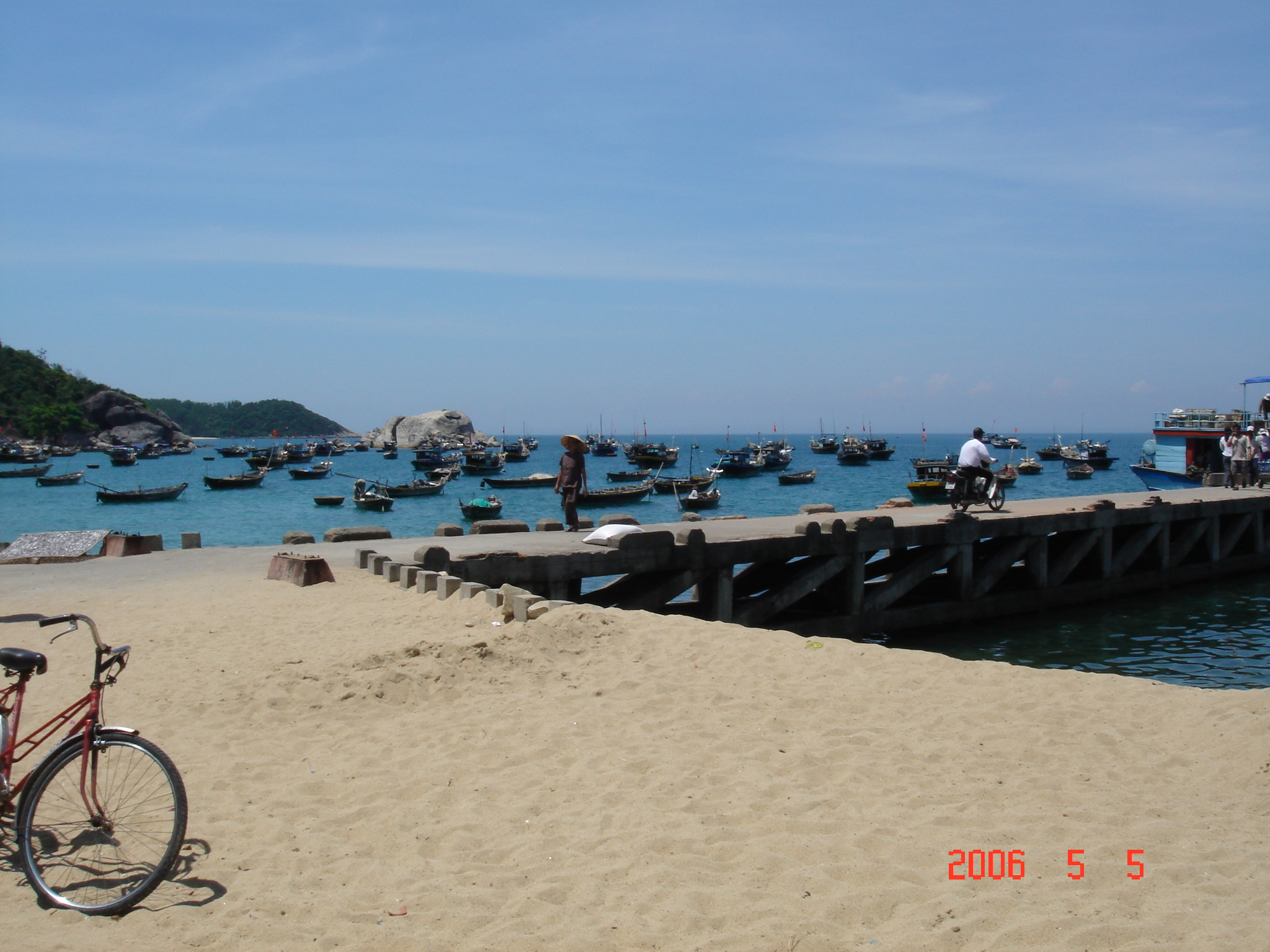
Đảo Cù lao Chàm
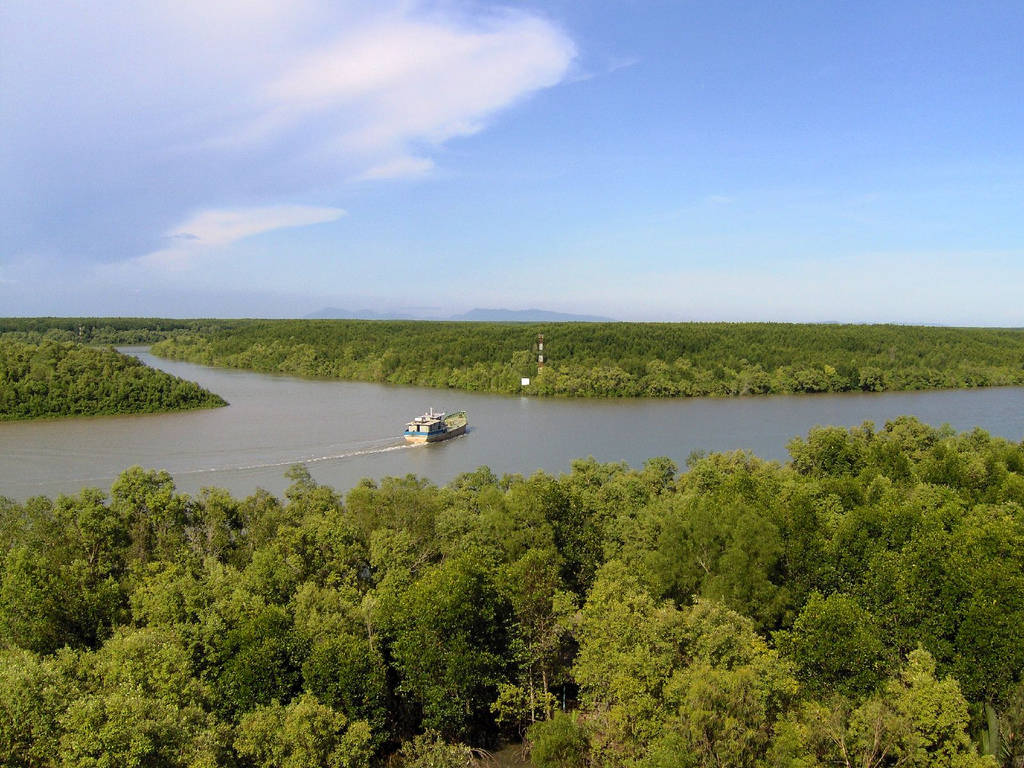
ngã ba sông Vàm Sát
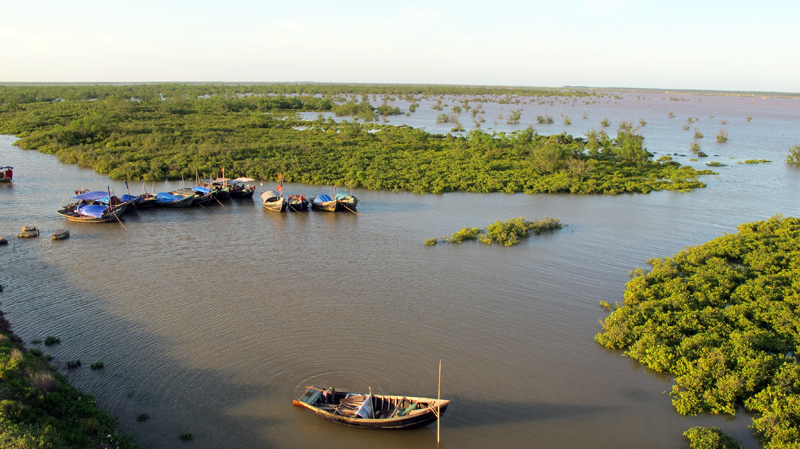
Rừng ngập mặn Kim Sơn
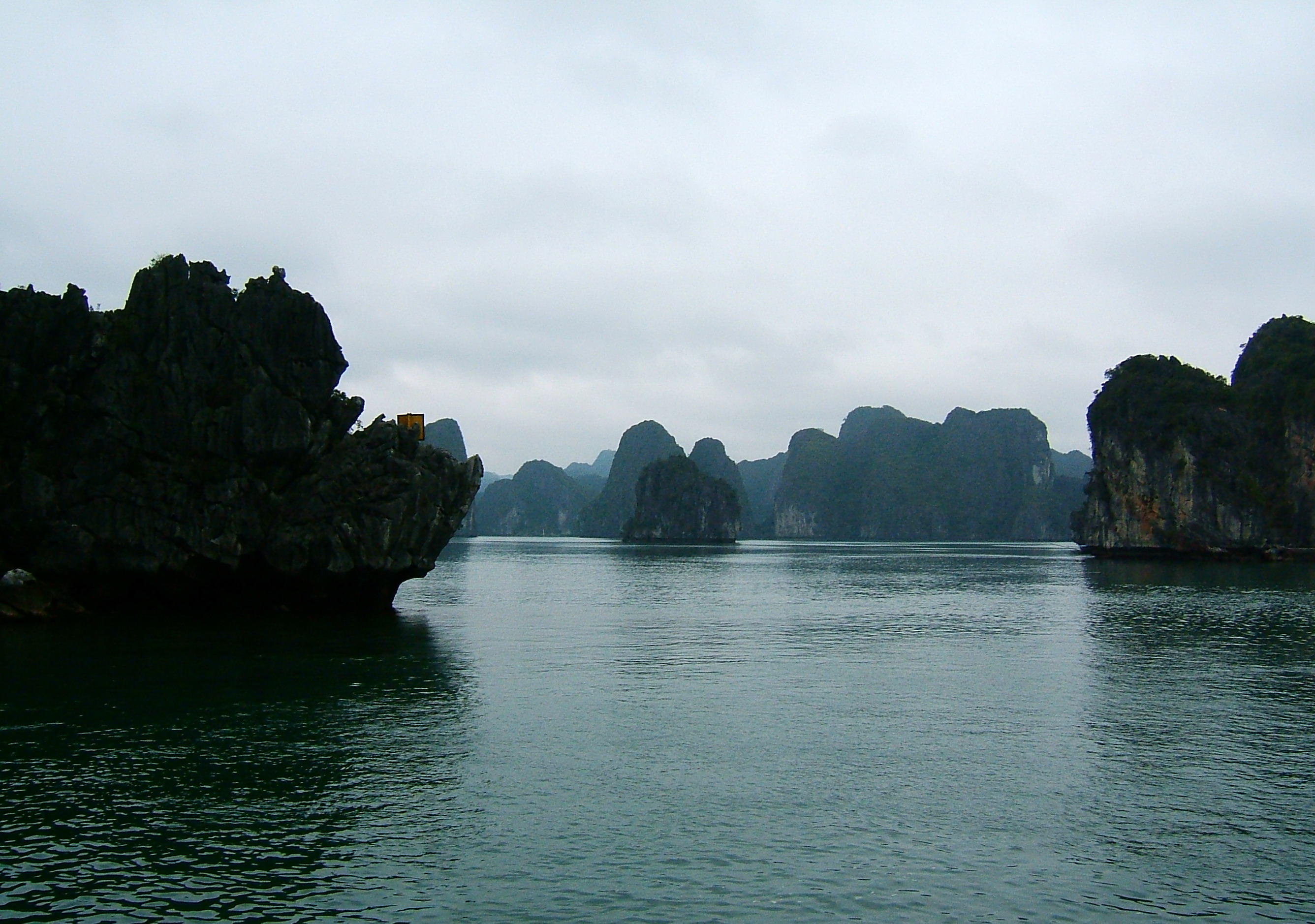
Quần đảo Cát Bà

## Ý nghĩa

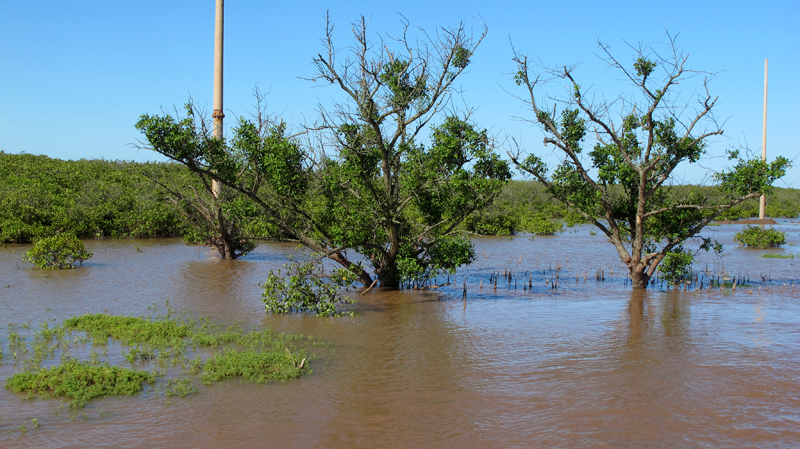
Vùng sinh thái phù sa ven biển đặc trưng ở bãi ngang - cồn nổi (Kim Sơn, Ninh Bình)

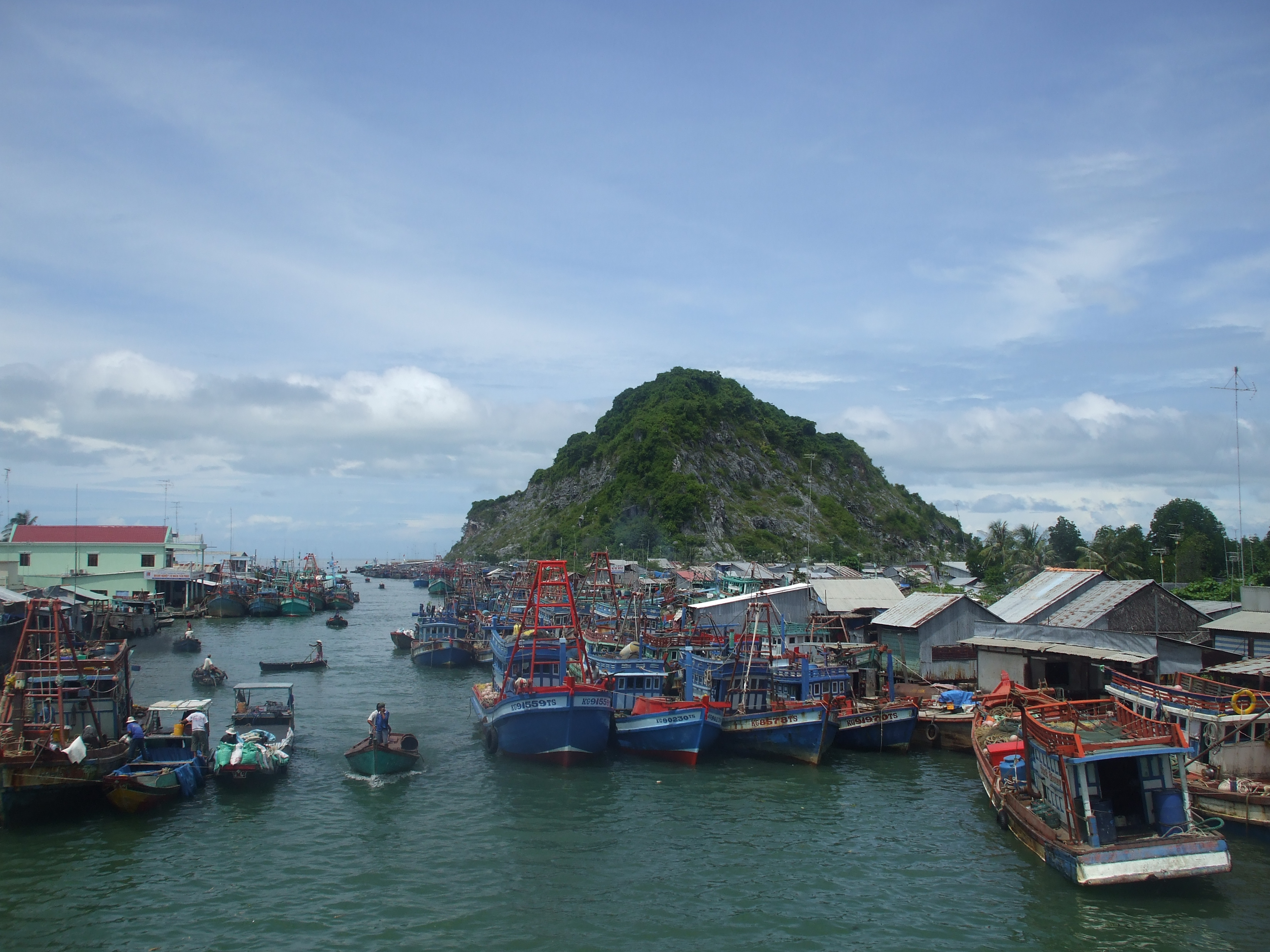
Bến cá Ba Hòn, Kiên Lương, Kiên Giang.

Theo quan niệm trước đây, các khu bảo tồn thiên nhiên thường được xem như một khu vực tách biệt với thế giới loài người. Quan niệm này đã dẫn đến những sai lầm trong việc quản lý các khu bảo tồn thiên nhiên. Kết quả là thiên nhiên vẫn liên tục bị con người tác động theo hướng tiêu cực: tàn phá mà nguyên nhân là do những áp lực xã hội và sinh thái cả trong và ngoài khu bảo tồn. Theo Chương trình Con người và Sinh quyển (Man and Biosphere Program; viết tắt là: MAB thuộc UNESCO) thực tế cho thấy các khu bảo tồn vẫn cần có một số khu vực không có hoặc chịu rất ít tác động của con người với những quy định kiểm soát chặt chẽ, được gọi là "vùng lõi". Bên cạnh đó cần thúc đẩy phát triển kinh tế thân thiện với môi trường, phát triển giáo dục và bảo tồn các giá trị văn hóa truyền thống ở các vùng xung quanh được gọi là các "vùng đệm" và chuyển tiếp trong đó, người dân địa phương đóng vai trò chủ chốt. Có như vậy công tác bảo tồn mới đạt được hiệu quả lâu dài và bền vững.
Khái niệm khu DTSQ lần đầu tiên được MAB đưa ra tại hội nghị khoa học 'Sử dụng hợp lý và bảo tồn tài nguyên của Sinh quyển' tổ chức tại Paris vào tháng 9/1968 với sự tham gia của 236 đại biểu đến từ 63 nước và 88 đại diện của các tổ chức liên chính phủ và phi chính phủ của nhiều ngành khoa học khác nhau cùng các nhà quản lý và ngoại giao. Sau này được gọi là "Hội nghị Sinh quyển" do UNESCO tổ chức với sự ủng hộ tích cực của Tổ chức Lương thực, Tổ chức Y tế thế giới, các tổ chức bảo tồn và chương trình sinh học quốc tế thuộc Hội đồng Khoa học Quốc tế (IBP/ICSU).
Mục đích của việc xây dựng Khu dự trữ sinh quyển.
Việc xây dựng khu DTSQ là nhằm giải quyết một trong những vấn đề thực tiễn quan trọng nhất mà con người đang đối mặt hiện nay: đó là làm thế nào để có thể tạo nên sự cân bằng giữa bảo tồn đa dạng sinh học, các nguồn tài nguyên thiên nhiên với sự thúc đẩy phát triển kinh tế-xã hội, duy trì các giá trị văn hoá truyền thống đáp ứng nhu cầu ngày càng cao của con người. Mô hình khu DTSQ vừa cung cấp cơ sở lý luận vừa là công cụ thực hiện chương trình nghiên cứu đa quốc gia về tác động qua lại giữa con người và sinh quyển. Về mặt phương pháp luận và cách tiếp cận cơ bản, khu dự trữ sinh quyển là: "Con người là một phần của sinh quyển", là "Công dân sinh thái".
"Sinh quyển" là thuật ngữ đã trở nên quen thuộc trong đời sống quốc tế hiện nay, nó được sử dụng rộng rãi. Tại hội nghị Thượng đỉnh Trái đất về Môi trường tổ chức tại Stockholm, Thụy Điển năm 1972, cụm từ 'Hội nghị Sinh quyển' thường được nhắc tới khi đánh giá các vấn đề môi trường một cách bao quát và toàn diện. Các nhà khoa học, nhà quản lý nhất trí với nhau rằng: việc sử dụng và bảo tồn tài nguyên thiên nhiên phải đi đôi với phát triển kinh tế nâng cao mức sống người dân hơn là đối lập, cần khuyến khích những cách tiếp cận nghiên cứu và quản lý để đạt được mục tiêu này.
Vào năm 1969, Ban Tư vấn Khoa học của MAB đã đề xuất việc thành lập mạng lưới hợp tác trên toàn thế giới, bao gồm cả các vườn quốc gia, khu dự trữ sinh quyển và các hình thức bảo tồn khác phục vụ cho công tác bảo tồn cũng như đẩy mạnh các công trình nghiên cứu, giáo dục và đào tạo. Các chức năng cơ bản của mạng lưới này bao gồm: đóng góp vào việc bảo tồn đa dạng di truyền, loài, hệ sinh thái và duy trì đa dạng sinh học (chức năng bảo tồn); tạo điều kiện cho các hoạt động nghiên cứu và giám sát, giáo dục và trao đổi thông tin giữa các địa phương, quốc gia và quốc tế về bảo tồn và phát triển bền vững (chức năng hỗ trợ); kết hợp chặt chẽ giữa bảo vệ môi trường và phát triển kinh tế nâng cao mức sống người dân và đây cũng chính là nhân tố cơ bản đảm bảo cho sự thành công của công tác bảo tồn (chức năng phát triển).
Như vậy, khu DTSQ sẽ là phòng thí nghiệm sống cho việc nghiên cứu, giáo dục, đào tạo và giám sát các hệ sinh thái, đem lại lợi ích cho cộng đồng cư dân địa phương, quốc gia và quốc tế.

## Khu dự trữ sinh quyển thế giới tại Việt Nam

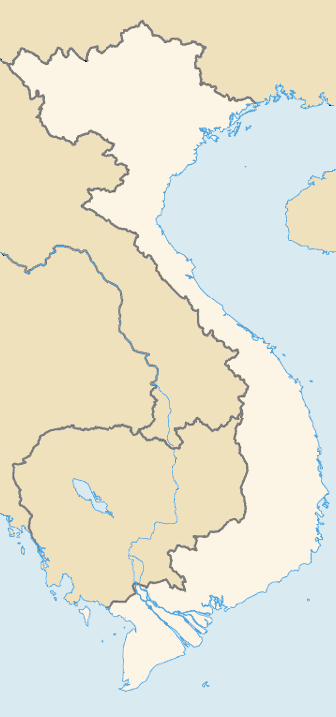
Khu dự trữ sinh quyển thế giới tại Việt Nam

- Khu dự trữ sinh quyển rừng ngập mặn Cần Giờ, 2000.[5]
- Khu dự trữ sinh quyển Cát Bà, 2004.[6]
- Khu dự trữ sinh quyển châu thổ sông Hồng, 2004.[7]
- Khu dự trữ sinh quyển ven biển và biển đảo Kiên Giang, 2006.[8]
- Khu dự trữ sinh quyển miền tây Nghệ An, 2007.[9]
- Khu dự trữ sinh quyển Mũi Cà Mau, 2009.[10]
- Khu dự trữ sinh quyển Cù Lao Chàm, 2009.[11]
- Khu dự trữ sinh quyển Đồng Nai, 2011.[12]
- Khu dự trữ sinh quyển Langbiang, 2015.[13]
- Khu dự trữ sinh quyển Núi Chúa, 2021[14].
- Khu dự trữ sinh quyển Kon Hà Nừng, 2021[15].

## Các khu đang đề xuất
- Khu dự trữ sinh quyển Hoàng Liên Sơn: thuộc địa phận 2 tỉnh Lào Cai và Lai Châu với 3 vùng lõi là Vườn quốc gia Hoàng Liên, khu bảo tồn thiên nhiên Văn Bàn và khu rừng đặc dụng Y Tý.
- Khu dự trữ sinh quyển Mù Căng Chải thuộc địa phận hai huyện Văn Yên và Mù Căng Chải, tỉnh Yên Bái với 2 vùng lõi là Khu bảo tồn thiên nhiên Nà Hẩu và khu bảo tồn loài&sinh cảnh Mù Căng Chải. Khu vực này còn có văn hóa bản địa đặc sắc, bao gồm Ruộng bậc thang Mù Căng Chải.
- Khu dự trữ sinh quyển Cúc Phương - Ngọc Sơn - Pù Luông: thuộc địa bàn 3 tỉnh Hòa Bình, Ninh Bình và Thanh Hóa.[16]
- Khu dự trữ sinh quyển cửa sông Cửu Long: nằm ở ven biển 3 tỉnh Bến Tre, Trà Vinh, Sóc Trăng.[17]
- KDTSQ Ngọc Linh (hoặc Kon Tum) thuộc địa phận huyện Kon Plong và Dak Glei, tỉnh Kon Tum. Vùng lõi là khu bảo tồn thiên nhiên Ngọc Linh.
- Khu dự trữ sinh quyển Ba Bể: thuộc địa phận 2 tỉnh Bắc Kạn và Tuyên Quang với các vùng lõi là Vườn quốc gia Ba Bể và các khu rừng cấm Tát Kẻ-Bản Bung (khu dự trữ thiên nhiên Na Hang)
- Khu dự trữ sinh quyển Sa Huỳnh thuộc địa phận tỉnh Quảng Ngãi.